# アンチ巨人
アンチ巨人（アンチきょじん）、アンチ巨人ファン（アンチきょじんファン）とは、日本のプロ野球球団（セントラル・リーグ所属）・読売ジャイアンツ（通称「巨人」）を嫌う人たちの総称である。

## 概要

### 1960年代から2000年代
「アンチ巨人」という表現は、既に1960年代には新聞や雑誌で使われていた。例えば1962年の『宝石』誌に掲載された作家の戸板康二の特集記事には、「テレビを買ってから大のプロ野球ファンとなった戸板さんは、アンチ巨人派の有力なメンバーの一人。ジャイアンツと戦っているチームは、どこであろうと応援するそうである」との記述がある。作家の山口瞳は、1964年の『漫画読本』誌で発表した「アンチ巨人軍論」という随筆で「野球のわかる、ほんとに野球の好きな人にアンチ巨人が多い」と述べた上で、プロ野球界には強い巨人の存在が不可欠だと主張している。また山口は1965年の『小説新潮』誌の随筆でも「アンチ巨人」という言葉を使い、目先の勝利しか考えない見苦しい試合運びは巨人にふさわしくないと注文をつけている。大洋ファンだった評論家の山田宗睦は、1964年の『朝日新聞』コラムで、反権威・反権力を自負する者の多い知識人層にはアンチ巨人が多いが、中にはもう一ひねりして「アンチ・アンチ巨人」になる者も出てきたようだという意味のことを述べている。作家の北杜夫は、1965年の『週刊読売』（巨人の親会社である読売新聞社が発行）の野球観戦記の中で、自身が阪神ファンであり、かつアンチ巨人でもあることを表明している。戦前からの巨人ファンだった文芸評論家の巖谷大四は、1965年の『中央公論』に掲載された随筆で、「巨人、大鵬、卵焼」という言葉には巨人ファンを幼稚だと侮蔑する含みが感じられるとして不快感を示し、アンチ巨人の大部分はごく最近プロ野球を見るようになった層であろうとの私見を述べている。
江川事件（空白の一日）など選手の入団に関するトラブルが度々発生したことも、アンチ巨人を増加させる要因となった。渡邉恒雄オーナー（当時）が球団経営に関わるようになった1990年代以降、希望入団枠制度やフリーエージェント制度が導入され、以前よりも希望球団入りが容易になった。これらの制度を活用し、巨人以外にドラフト指名された選手が「巨人以外は拒否」という姿勢を取ったり、フリーエージェントで巨人への移籍を希望する選手が増えた。このためアンチ巨人の間では、この制度改革は経済力や人気を利用した巨人のためのものであると批判されている。

### 2000年代以降
2000年からサッカー人気に代表されるスポーツ嗜好の多様化、国内選手のメジャーリーグ行きなどがあり、プロ野球の人気も次第に低下して行く。2004年に起きた球界再編問題では渡邊オーナーが「無礼なこと言うな。分をわきまえなきゃいかんよ。たかが選手が」と暴言を吐いたことや一場事件などの不祥事もあり、批判の対象は巨人のみならず、プロ野球（特にセ・リーグ）に対する運営方針の不明瞭さへと変わり、野球人気の低下に拍車をかけることとなった。この騒動以降、巨人戦の中継は視聴率が低下。地上波での中継は大幅に削減されるようになった。また巨人自体も先述した補強をしても成績が伸び悩んだことや、パ・リーグの人気上昇やドラフト会議における逆指名制の廃止、アマチュア選手側の意識の変化等もあり、有力選手が巨人入りしなくなっていった。
『週刊ベースボール』（2015年12月28日号）で掲載されたコラムでは『アンチ巨人絶滅論』について触れており、「アンチ巨人は巨人は嫌いだといいながら巨人のことに詳しかった。好き”の反対は“嫌い”ではなく“無関心”だという言葉に説得力を持たせてくれたのが、アンチ巨人という存在だった。今、そういう人は激減している。同時に野球に対して、そして巨人に対して無関心な人が増えてしまった。」と評している。

## アンチ巨人に関する調査研究
NHK放送世論調査所（後にNHK放送文化研究所と合併）が1979年に行った調査によれば、巨人以外の球団のファンのうち、アンチ巨人の割合が高いのは男性の13-49歳の年齢層である。また高学歴になるほどアンチ巨人の割合が増える傾向にある。
関西国際大学教授で、産業心理学・社会心理学・統計学が専門の広沢俊宗らが2004年に行った調査によると、巨人を除く11球団のファンの半分以上が巨人を嫌う傾向がある。この傾向はパ・リーグ6球団のファンよりもセ・リーグ5球団のファンに強く見られ、中でも阪神ファンの約8割は巨人が嫌いだと回答した。

## アンチ巨人用語
アンチ巨人の間で用いられる表現に「ドームラン」・「ジャンパイア」などがある。
「ドームラン」とは東京ドームでみられる特有のホームランでドームとホームランをかけ合わせた造語。元々は巨人攻撃時に空調を意図的に操作して生まれたとされるホームランを指していたが、他球団の移転や改修に伴って東京ドームが左中間・右中間が最も狭い本拠地球場となってからは、外野フライかと思われる打球がスタンドギリギリで入ってしまうホームランも指すようになる。巨人OBの桑田真澄が阿部慎之助のホームランを「ドームラン」と評したこともある。
「ジャンパイア」とは巨人に有利な判定をするとされる審判を指すジャイアンツとアンパイアをかけ合わせた造語。
また、有力選手がFAなど選手の意向が一定以上働く形で巨人に移籍した際に、選手に対しては旧所属球団のファンから「裏切り者」、巨人に対してはアンチ巨人から「強奪」と中傷されることがよくみられる。

## アンチ巨人・元アンチ巨人の有名人
（■は故人）
- ■河上丈太郎（衆議院議員、日本社会党元委員長） - 没後の記念出版に元秘書が寄稿した文章によると、野球好きの河上は「特定の贔屓チームはなく、ただ例外はアンチ巨人」であったという[15]。
- ■山口瞳 - 「アンチ巨人軍論」という随筆を発表する[2]などアンチ巨人として知られた。ただし「巨人が弱ければ喜ぶ」というわけではなく、プロ野球は巨人中心であるとして球界の盟主たる強さと品格とを巨人に求め[2][3][16]、勝利を義務付けられたチームである巨人を他チームが打ち負かすことでペナントレースが盛り上がると考えていた[2]。
- ■北杜夫 - 阪神ファンかつアンチ巨人であることを公言していた[5]。
- 桑田佳祐（サザンオールスターズ） - 自身のレギュラー番組であった『桑田佳祐の音楽寅さん』で巨人批判の歌を歌ったり、著書などで[17]度々アンチ巨人であることを語っているが、長嶋茂雄に関しては「プロ野球で一番イイ男は長嶋茂雄」[18]と言う程敬愛しており、長嶋をイメージした「栄光の男」が制作されている。
- ■大鵬（第48代横綱） - 当時の子供たちの好きな物を並べた「巨人・大鵬・卵焼き」という流行語は、当時の大鵬の人気と知名度を象徴する有名な言葉であるが、大鵬本人は「巨人と一緒にされては困る」と語ったことがあり、その理由の一つは自身がアンチ巨人だったことである。ただし、巨人の選手の中でも、自身と共通する典型的な努力家タイプの王貞治とは例外的に親しい間柄であった。また、大鵬は王と同じく1940年5月生まれでもあった。
- ■安倍晋三（元内閣総理大臣、元自民党総裁、サンケイアトムズ＝現：ヤクルトファン） - 第2次政権発足から4か月後の2013年5月5日「巨人対広島」戦（東京ドーム）試合前に行われた長嶋・松井秀喜の国民栄誉賞の授賞セレモニーで「長嶋さんの演じた数々のメークドラマ、アンチ巨人だった私も手に汗握りながら、ラジオの前で耳を傾けていました」と発言[19]。また、2015年4月8日の第189回国会 参議院予算委員会 平成27年度予算案集中審議にて質問に立った自民党参議院議員・堀内恒夫に対する答弁で、「堀内さんの現役時代はアンチ巨人だった」と発言した[20][21]。
- ■工藤壮人（元プロサッカー選手、阪神ファン）[22][23]
- 有吉弘行（お笑いタレント、広島ファン）[24] - 日本テレビの深夜枠で放送された冠番組『有吉×巨人』（2019年 - 2020年）でMCを務めている[24]（同番組では巨人ファンゲストのプレゼンや巨人関連の情報全てに対し、有吉がアウト判定をするのが名物）。
- オール巨人（漫才師、オール阪神・巨人） - 芸名とは真逆で、熱烈な阪神ファンとして有名である。そもそもコンビ名の「オール阪神・巨人」とは、桂三枝（現・6代目桂文枝）が、相方の阪神との極端な身長差から「半身・巨人」を「阪神・巨人」に引っかけたギャグとして命名したもの。
- 宮本慎也 - 以前は巨人ファンだったが、ヤクルトに入団した際に当時監督だった野村克也から「巨人は敵だぞ」と教えられるうちにアンチ巨人となった。それ以降は、入団してきた外国人選手たちに「巨人は敵だ」と教えている[要出典]。ただ、宮本に巨人を敵と教えてきた野村も、幼少期は巨人ファンで川上哲治に憧れていたという[25]。

## 関連書籍
- 『アンチ巨人読本』（畑田国男と嫌巨会、1982年、大陸書房。のち角川文庫に収録）
- 『アンチ巨人狂本』（畑田国男と嫌巨会、1983年、角川文庫）
- 『アンチ巨人は永久に不滅です!!』（「金権巨人」からプロ野球を守る会、2001年、双葉文庫  - ISBN 9784575711851）
- 『巨人軍非栄光の歴史』（石川隆太郎、1996年、新評論）スタルヒン入団、別所引抜き、江川問題など、巨人軍がプロ野球の歴史の中に記した負の部分を検証する。